# 日本テレビ制作局制作番組の分野別一覧
日本テレビ制作局制作番組の分野別一覧では、日本テレビ放送網をはじめとする日本テレビ系列(NNS)で現在放送中、もしくは過去に放送された番組を列挙する。
ここではニュース番組以外の制作局が制作する番組を紹介している。ニュース番組については日本テレビ・報道局制作番組の分野別一覧を、スポーツ・情報番組については日本テレビ・スポーツ局・情報カルチャー局制作番組の分野別一覧を参照のこと。2009年7月の組織改正でバラエティー局とドラマ局に分割されていたが、2011年7月に再び統合された。2018年6月の組織変更で制作局と情報カルチャー局が統合され、新たに情報・制作局となり、2022年6月の組織変更でコンテンツ制作局となった。

## バラエティ番組
※一部の番組は営業局・コンテンツ戦略局(旧:編成局)・事業局(旧:グローバルビジネス局)・ICTエンジニアリング部(旧:ICT戦略本部)・社長室新規事業部の制作によるものである。

### 現在放送中のバラエティ番組

#### 帯番組
- ヒルナンデス!（月 - 金曜 11:55 - 13:55）

#### 箱番組

##### 月曜日
- にけつッ!!（ytv制作 1:45 - 2:15）
- 有吉ゼミ（19:00 - 20:00）
- 世界まる見え!テレビ特捜部（20:00 - 21:00）
- しゃべくり007（21:00 - 21:54）
- 月曜から夜ふかし（22:00 - 23:00）
- 大悟の芸人領収書（プラチナイト、23:59 - 翌0:29）

##### 火曜日
- 開演まで30秒!THEパニックGP（プラチナイト、0:29 - 0:54）
  - 開演まで30秒!お笑いタッグマッチSHOW（前身）
- VS.超特急（0:59 - 1:29）
- 乃木坂スター誕生!SIX（1:29 - 1:59）
- ヒューマングルメンタリー オモウマい店（CTV制作 19:00 - 19:54）
- 踊る!さんま御殿!!（20:00 - 21:00）
- ザ!世界仰天ニュース（21:00 - 21:54）
- カズレーザーと学ぶ。（22:00 - 23:00）
- 上田と女がDEEPに吠える夜（プラチナイト、23:59 - 翌0:24）

##### 水曜日
- バリバリ!バンドやろうぜ!!（0:59 - 1:29）
- eGG（毎月第3の0:59 - 1:49） - 社長室新規事業部制作
- 有吉の壁（19:00 - 19:54）
- 千鳥かまいたちゴールデンアワー（20:00 - 21:00）
  - 千鳥VSかまいたち（前々身）
  - 千鳥かまいたちアワー（前身）
- 上田と女が吠える夜（21:00 - 21:54）
- 人間研究所 〜かわいいホモサピ大集合!!〜（CTV制作 プラチナイト、23:59 - 翌0:24）

##### 木曜日
- マゼダン -MAZE OF DANCE-（0:59 - 1:29）
- CUTIE STREETのちきゅーKAWAII計画（1:29 - 1:59）
- 浜ちゃんが!（ytv制作 1:59 - 2:29）
- ぐるぐるナインティナイン（20:00 - 21:00）※データ放送
- 秘密のケンミンSHOW 極（ytv制作 21:00 - 21:54）※データ放送
- 見取り図の間取り図ミステリー（ytv制作 22:00 - 23:00）

##### 金曜日
- オードリーさん、ぜひ会ってほしい人がいるんです。（CTV制作 1:29 - 1:59）
- 川島・山内のマンガ沼（ytv制作 1:59 - 2:29）
- ニノさん（19:00 - 19:56）
- 沸騰ワード10（19:56 - 20:54）

##### 土曜日
- Friday's EDGE（0:30 - 0:59）
- オー!マイゴッド!私だけの神様、教えます（10:30 - 11:25）
- 天才!!カンパニー（11:25 - 11:30） - 営業局制作
- キントレ（13:30 - 14:30）
- 満天☆青空レストラン（18:30 - 19:00）
- 嗚呼!!みんなの動物園（19:00 - 19:56）
  - 天才!志村どうぶつ園（前々身）
  - I LOVE みんなのどうぶつ園（前身）
- 1億人の大質問!?笑ってコラえて!（19:56 - 20:54）
- アナザースカイ（23:00 - 23:30）
- サクサクヒムヒム ☆推しの降る夜☆（23:30 - 23:55）

##### 日曜日
- &Hulu（1:25 - 2:25） - コンテンツ戦略局総合編成センター制作
  - Hulu傑作シアター（前身）
- 一茂×かまいたち ゲンバ（10:25 - 11:25）
- スクール革命! （11:45 - 12:45）
- サンバリュ（14:00 - 15:00）
  - サタデーバリューフィーバー
- 笑点（17:30 - 18:00）※解説放送
- ザ!鉄腕!DASH!!（19:00 - 19:58）※データ放送
- 世界の果てまでイッテQ!（19:58 - 20:54）※データ放送
  - おためしイッテQ!（実験番組）
- Golden SixTONES（21:00 - 21:54）
- おしゃれクリップ（22:00 - 22:30、資生堂提供）
  - おしゃれ（資生堂提供）
    - オシャレ30・30（資生堂提供）
    - おしゃれカンケイ（資生堂提供）
    - おしゃれイズム（資生堂提供）
- ダウンタウンのガキの使いやあらへんで!（23:25 - 23:55）

#### 単発・特番枠のバラエティ番組

##### 現在放送中の単発・特番枠のバラエティ番組
- 欽ちゃん&香取慎吾の全日本仮装大賞（1979年12月31日 - ）
- はじめてのおつかい
- うわっ!ダマされた大賞（2010年7月2日 - ）
- エンタの神様（2012年4月7日 - ） - コンテンツ戦略局総合編成センター制作
- 市川海老蔵に、ござりまする。（2014年1月3日 - ）- コンテンツ制作局・報道局共同制作
- 芸人報道（2014年6月6日 - ）
- くりぃむしちゅーの!THE★レジェンド（2014年11月10日 - ）- コンテンツ制作局・スポーツ局共同制作
- 真夜中の保健室（2015年9月22日 - ）
- 誰も知らない明石家さんま（2015年11月22日 - ）
- 笑神様は突然に…（2015年12月23日 - ）
- いたー!ヤバい生き物 キケン生物と大バトル（2017年10月1日 - ）- 報道局制作
- 女芸人No.1決定戦 THE W（2017年12月11日 - ）
- 内村&さまぁ〜ずの初出しトークバラエティ 笑いダネ（2018年8月5日 - ）
- はじめまして!一番遠い親戚さん（2018年8月12日 - ）
- じわじわくる映像アワード（2018年12月30日 - ）- スポーツ局制作
- 1周回って知らない話（2019年4月24日 - ）
- 音が出たら負け（2019年11月23日 - ）
- あなたはこの衝撃に耐えられる?ワールドドキドキビデオ（2020年9月20日 - ）
- スポーツ漫画みてぇな話（2021年3月21日 - ）- スポーツ局制作
- 1番持ち寄りバラエティ 我がMAX（2021年10月3日 - ）
- 一攫千金!宝の山（2021年11月16日 - ）
- あのとき告っていればどうなった?!（2022年2月15日 - ）
- 上田若林の撮れ高（2022年3月27日 - ）
- かまいたちの売れチャレ（2022年3月28日 - ）
- いきざま大図鑑（2022年4月10日 - ）
- テレビギャング（2022年4月24日 - ）
- THE DANCE DAY（2022年5月18日 - ）
- 新装回転!ハナシ寿司（2022年10月29日 - ）
- 人生が変わる1分間の深イイ話（2022年11月16日 - ）
- 芸能人監督グランプリ（2022年12月2日 - ）
- 超レア映像遺産ショー（2022年12月8日 - ）
- カワシマの穴（2022年12月26日 - ）
- 金のツカミ（2023年4月3日 - ）
- カネ梨和也（2023年7月10日 - ）
- ウチのガヤがすみません!（2023年8月1日 - ）
- せっかち勉強〜知らないとヤバイこと〜（2023年9月3日 - ）
- マル日後にわかるホント（2023年10月15日 - ）
- クリエイタードラゴン（2023年12月25日 - ）
- Z STUDIO SENSORS（2024年1月 - ）- コンテンツ制作局・ICTエンジニアリング部共同制作
- 県民スター栄誉賞（2024年5月1日 - ）
- 1億3000万人のSHOWチャンネル（2024年5月12日 - ）
- モノマネMONSTER（2024年5月14日 - ）
- 人のスマホをのぞきたい（2024年7月2日 - ）- 日テレ・CTV・ytv共同制作
- 3people1minute（2024年7月23日 - ）
- マツコ、リアルする（2025年1月4日 - ）
- 世界一受けたい授業（2025年3月1日 - ）
- 相葉モータース（2025年5月17日 - ）
- ダブルインパクト〜漫才&コント 二刀流No.1決定戦〜（2025年7月21日 - ）- 日テレ・ytv共同制作

##### 終了した単発・特番枠のバラエティ番組
- 元祖どっきりカメラ
- 世界の決定的瞬間
- コント55号の紅白歌合戦をぶっ飛ばせ!なんてことするの!?
- 全日本オールスター選抜大運動会
- たけし・さんま世紀末特別番組!! 世界超偉人伝説
- 驚き!謎マネー100連発・世間を騒がすアノ値段一挙公開スペシャル
- 未知の世界を撮りたい 驚き(秘)映像ハンター!ドリームビジョン
- ニュースの女王決定戦
- さんま&SMAP!美女と野獣のクリスマススペシャル（クリスマス期間放送・1995年 - 2015年）
- ぐるぐるナインティナイン企画。年越しカウントダウンスペシャルシリーズ（年越し放送・2001年 - 2005年）
- FBI超能力捜査官（2002年3月2日 - 2008年4月8日）
- 衝撃スクープ裏のウラ 全部ホンモノ最強版（2002年12月17日 - 2010年3月18日）
- 大笑点（正月放送・2006年 - 2008年）
  - 平成あっぱれテレビ（正月放送・ - 2001年）
  - 平成あっぱれ開運祭!!チョー縁起いいTV!（正月放送・2002年 - 2005年）
- 番組対抗かくし芸大会
- 超大型歴史アカデミー史上初!1億3000万人が選ぶニッポン人が好きな偉人ベスト100（2006年5月7日）
- あの人は今!?スペシャル
- 天国のスタア
- 徳光&所の世界記録工場
- ビートたけしのお笑いウルトラクイズ
- 壮絶バトル!花の芸能界 - 情報カルチャー局制作
- 7男2女11人の大家族石田さんチ! - 情報カルチャー局制作
- さんま&所の大河バラエティ!超近現代史!人間は相変わらずアホか!?（2007年 - 2012年）
- そこまでやるかマン 世界最強の勇者たち（2008年 - 2013年） - ZIPPY制作
- グッときた名場面（2008年 - 2019年）
- 中居正広のザ・大年表（2008年 - 2012年）
- 中居正広の7番勝負!超一流アスリートVS芸能人どっちが勝つの?SP（2008年12月28日 - 2022年３月23日）- スポーツ局制作
- ものまねグランプリ（2009年5月3日 - 2023年12月12日）
- 世界1のSHOWタイム〜ギャラを決めるのはアナタ〜（2010年 - 2014年）
- ザ・追跡スクープ劇場（2011年 - 2012年）
- さんま岡村祭り
- 大人気店でドッキリ!!ありえない商品 売れる?!売れない?!（2012年 - 2015年）
- ワラチャン! U-20お笑い日本一決定戦（2013年）
- 明石家さんまの転職DE天職
- 世界に誇る50人の日本人 成功の遺伝史
- 日テレ系人気番組No.1決定戦（2013年 - 2020年）
- ミヤブレ!ジョーカー（2014年）
- カウントアップ 気になる数字を数えてみた（2014年）
- ダイエット・ヴィレッジ
- 関ジャニ特命捜査班7係（2014年4月14日 - 2017年3月18日）
- ヨロシクご検討ください（2014年10月7日 - 2017年4月10日）
- ジュウブンノサン
- グサッとアカデミア（2015年10月4日 - 2019年7月18日）
- 消費者観察バラエティー 気になるお客サマ（2015年12月13日 - 2018年10月18日）
- 眠れる森の美術館（2016年3月13日 - 2017年3月26日）
- 内村カメラ（2016年7月17日 - 2017年12月28日）
- 最後の一日 最後の言葉 〜本当にそれでイイんですか?〜（2016年12月11日 - 2018年4月27日）
- グレートコネクション（2016年12月25日 - 2019年5月31日）
- インテリが知らない世界のおバカ疑問（2017年4月16日 - 2018年8月13日）
- 全国好きな嫌いなアナウンサー大賞（2017年5月12日 - 2019年5月10日）
- 櫻井翔×池上彰 教科書で学べないSP（2015年8月4日 - 2021年5月31日）- 報道局制作
- 池上彰が教えたい!『実は…のハナシ。』（2017年6月15日 - 2018年8月9日）- 報道局制作
- くりぃむしちゅーの掘れば掘るほどスゴイ人（2017年9月4日 - 2021年6月30日）- スポーツ局制作
- ロバート秋山のウソ枠（2017年10月14日 - 2020年1月18日）
- 出川哲朗のアイ・アム・スタディー（2017年10月29日 - 2018年9月29日）
- 今だから話します（2019年2月11日 - 2021年12月20日）- スポーツ局制作
- 日テレ系お笑いの祭典 NETA FES JAPAN（2020年2月24日 - 2021年9月8日）
- スゴ動画超人GP（2020年4月28日 - 2021年3月16日）
- THE芸人プリズン（2020年7月11日 - 2021年3月28日）
- めざせ!グローバルスター（2020年12月13日 - 2021年9月21日）
- 有働&水卜の知らなかった!2020（2020年12月15日）- 報道局制作
- 近未来創世記 日本を救うヤバイ偉人（2021年3月1日 - 11月1日）
- 見取り図×ニューヨークのなりたいテレビ（2021年12月29日・2022年2月26日 - 3月12日）
- 笑って年越したい!!笑う大晦日シリーズ（2021年12月31日 - 2023年12月31日）
- 日テレ系人気番組 春秋のコラボSP!（2021年4月4日・10月3日・2022年9月24日・2023年4月1日・10月21日）
- 火曜サプライズ（2021年7月6日 - 2022年1月1日）
- 錬金バトルKASEGE（2021年7月11日 - 11月14日）
- 中居ウエンツとアウトエイジ（2021年10月3日）
- 解禁コネコネクラブ（2021年10月17日 - 2022年6月23日）
- 有吉さん!NEWSです（2021年10月24日 - 2022年4月17日）
- 推し匠さんの幻ツアー（2021年12月19日 - 2022年3月19日）
- ネオコロッセオ（2021年12月22日）- コンテンツ制作局・スポーツ局共同制作
- ウンナンのニッポン全国大表彰!国民的オブ・ザ・イヤー2021（2021年12月28日）
- ヒコロヒー×霜降り明星せいや 清純異性交遊（2021年12月28日）
- ネガポジ ニュージャパニーズ（2021年12月29日）
- ポテンシャル研究所（2022年3月27日 - 10月18日）
- フロンティアサーチ〜偉大なる初調査〜（2022年4月4日）
- ダウンタウンvsZ世代（2022年8月13日 - 2023年8月12日）
- 衝撃映像をぶっとばせ!世界!笑撃アンサー（2022年9月13日）
- ファミリークエスト（2022年10月2日）
- ネタドラ〜漫才・コントを原作にドラマ化〜
- 時代…マツコ
- ご参考までに。
- Sexy Zoneのたった3日間で人生は変わるのか!?
- 若林ノブ秋山の 揃いも揃って言ったコト
- ザ・発言X
- 有田教授と憂鬱な民（2018年12月30日 - 2020年12月20日）
- 東海オンエア〜上京フェス2020〜（2020年）
- 日テレ系お笑いの祭典 NETA FES JAPAN（2020年2月24日 - 2021年9月8日）
- 第7キングダム
- 発見!オチアイ旅（2020年12月19日）- 報道局制作
- 漫才JAPAN（2021年2月14日 - 6月20日）
- 有吉×怪物（2021年9月29日）
- NETAMI（2021年12月11日 - 2022年1月8日）
- 日テレ系 春の特別授業SP（2022年4月2日）
- もう一度、逢いたくて旅にでた。（2023年2月14日）
- テレビとは、○○だ（2023年3月19日）
- 世界衝撃!ウワォ動画（2023年4月5日 - 11月21日）
- 日テレ系!!生番組の祭典 生デミー賞（2023年4月6日 - 10月5日）
- 有吉の!みんなは触れてこないけどホントは聞いてほしい話（2023年4月15日）- スポーツ局制作
- 24時間ナイナイアップデート!!（2023年6月15日）
- モストバリュアブル芸能人（2023年6月21日）
- 天国耳〜叶姉妹さんお聞きください〜（2023年8月29日）
- 加藤浩次&中居正広の歴代日本代表256人が選ぶ『この日本代表がスゴい!』ベスト20（2023年9月11日 - 2024年12月4日）- スポーツ局制作

### 終了したバラエティ番組
1950年代
- ほろにがショー 何でもやりまショー（アサヒビール提供）
- 光子の窓（資生堂提供）

1960年代
- シャボン玉ホリデー（牛乳石鹸提供）
- 底ぬけ脱線ゲーム（ロート製薬提供）
- エノケンの爆笑劇場
- ゲームの王様
- 圭三ビッグプレゼント
- 圭三ミュージカルプレゼント
- スター登場
- あっぱれ!親バカ
- お笑いカラー寄席
- お笑いマラソン合戦
- 気まぐれ百年
- 踊って歌って大合戦（林家三平司会、1964-1965ごろ。花王提供）
- 金曜夜席（『笑点』の前身番組）
- 笑待席
  - 夜の笑待席
  - 日曜笑待席
- コント55号の裏番組をぶっとばせ!
  - コント55号の野球ケン!!
- 巨泉・前武ゲバゲバ90分!
- 夢をそだてよう
- テレビ銀婚式 すてきな夫婦
- 九ちゃん!
- イチ・ニのキュー!
- 紅白なんでも合戦
- 大爆笑
- 今晩は裕次郎です
- ドリフターズ大作戦
- サンデーナイトショー
- ゴーゴー!コメディアン!!
- バッチリ横丁
- ズッコケ横丁
- おくにじまん日本一
- 前田武彦の天下のライバル
- ゴールデン・ショット
- マネましょう当てまショー
- そっくりショー（YTV制作）
- 巨泉まとめて100万円（YTV制作）

1970年代
- 爆笑漫才大学
- かしましやでェ!
- 寝るには早いドンといけ!
- ヨ－イ・ドン!!
- あなたがえらぶチャレンジショー
- スターむりむりショー
- とことんやれ大奮戦!
- オジャマしまァーす
- サンデーサークル
- 三橋達也のザ・ベストカップル
- マチャアキ・前武・始まるョ!
- ハッチャキ!!マチャアキ
- マチャアキのシャカリキ大放送!!
- マチャアキのガンバレ9時まで!!
- コント55号の兵隊さん物語
- コント55号の日曜特別号
- コント55号と世界のサーカス
- コント55号のなんでそうなるの?
- アッコの深夜おやかましゅう!
- お見合い4対1
- 金曜10時!うわさのチャンネル!!
- カックラキン大放送!!
- TVジョッキー
- それは秘密です
- ベスト3夢の顔合せ（松下電器産業提供）
- ドリフのドパンチ!学園
- 日曜日だョ!ドリフターズ!!
- ぎんぎら!ボンボン!
- 目方でドーン!
- ビックリ決定版!!
- 挑戦!!
- それいけ10円!私書箱880
- やじうま寄席
- あまから家族
- スター（秘）訪問!!
- 時間だヨ!アイドル登場
- NTVザ・ヒット! ピンク百発百中
- びっくり日本新記録（YTV制作）

1980年代
- お笑いスター誕生!!
- 今夜は最高!（パイオニア提供）
- 日曜はダメ!!（パイオニア提供）
- 爆笑!!マイスタ
- 爆笑ヒット大進撃!!
- ダントツ笑撃隊!!
- 日曜お笑い劇場
- 日曜8時!ドパンチ放送!!
- 体当り!!スーパーレース
- 久米宏のTVスクランブル
- 熊と美女の恋人気分!
  - 鉄矢と熊のひたすら日曜日
  - WAッ!熊が出た!!
  - レオナルドにゅうす笑
    - 赤信号のにゅうす笑
- いい加減にします!
  - 三宅裕司じゃん!
  - 大きなお世話だ（ロート製薬提供）
  - ごきげん月曜7時半（ロート製薬提供）
- 天才・たけしの元気が出るテレビ!!
- OH!たけし
- ビートたけしの全日本お笑い研究所
- テレビに出たいやつみんな来い!!
- スーパージョッキー
- HOLLY MOUNTAIN
- コラーッ!とんねるず
- とんねるずの子供は寝なさい!?
- 所さんの勝ったも同然!!
- なぜなぜダイヤル!?（ロート製薬提供）
- コサキン勝手にごっこ
- さんま・一機のイッチョカミでやんす
- ヨッちゃん・ぼんちのアイドル大集合!
- 鶴ちゃんのトッピング
- 鶴ちゃんのプッツン5
- 鶴太郎のテレもんじゃ
- 鶴太郎の危険なテレビ
- カックラキン決定版!
- 8時が来ちゃった!!テレビ大図鑑
- DOKI DOKI DO!
- 欽ちゃんの気楽にリン
  - 欽きらリン530!!
    - CHA-CHAワールド
- ニッポン快汗マップ ガムシャラ十勇士!!
- 志村けんの失礼しまぁーす!
- かっぺい&アッコのおかしな二人
- 日曜9時は遊び座です
- 巨泉のこんなモノいらない!?
- 三枝成章の気まぐれ
- SAKAIです〜デザートーク〜
- 知ってるつもり?!
- ちびっこスター誕生!
- みんな変わりモノ!?
- 動物スクランブル
- 面白スタジアム
- 恋々!!ときめき倶楽部
- 笑うと泣くぞ…ダハ!
- お笑いマンガ道場（CTV制作）
- アッコのおかしな仲間（YTV制作）
- スター生たまご・邦子のいまドキ芸能界（YTV制作）

1990年代
- 紳助のとんでもいい夢
- みのもんたの世渡りジョーズ!!
- 極楽スタジアム
- 頑張る!TV!!
- とんねるずの生でダラダラいかせて!!
- ヒューヒュー
- 嗚呼!バラ色の珍生!!
- 特命リサーチ200X
- 日立 地球トライアル
- 日立 あしたP-KAN気分!
- 投稿!特ホウ王国
- だんトツ!!平成キング
- 所さんのまっかなテレビ
- TVマンモス
- 発明将軍ダウンタウン
  - ひらめけ!発明大将軍
- ウッチャンナンチャンのウリナリ!!
  - ウッチャン・ナンチャン with SHA.LA.LA.（放送途中『笑撃的電影箱』に編入）
  - ウンナン世界征服宣言
  - ウッチャンウリウリ!ナンチャンナリナリ!!
  - ウリナリ芸能人社交ダンス部
- 笑撃的電影箱
  - 電波少年シリーズ
    - 進め!電波少年
    - 進ぬ!電波少年
    - 雷波少年
- メレンゲの気持ち
- TVおじゃマンボウ
- TVおじゃマンモス
- とりあえずイイ感じ。
- 超IQ!ひらめきパパ
- 幸せの☆一番星
- 週刊ストーリーランド
- ウルトラショップ
- アムロ今田きっとNo.1
- それ行けKinKi大放送
- 香取慎吾の特上!天声慎吾
- 恋のから騒ぎ
- 伊東家の食卓
- 火曜デラックス
- Gyu!と抱きしめたい!
- ピカイチ
- ものまねバトル（特番）
- 快快!高田病院へ行こう（CTV制作）
- 優香&ビビアンのムチャ修行!（CTV制作）
- 蝶々・たけしの21世紀まで待てない!!（YTV制作）
- それいけ!!ココロジー（YTV制作）
- ワンダーゾーン（YTV制作）
- ダウンタウンDX（YTV制作）※データ放送
- 関口宏のびっくりトーク ハトがでますよ!（YTV制作）
- 輝け!噂のテンベストSHOW→新テンベストSHOW（YTV制作）
- 谷村新司のテレビ裸の王様（YTV制作）
- 所さんのお騒がせデス（YTV制作）
- 鈴木健二の人間テレビ（YTV制作）
- 出てこい!!ムーチャス（YTV制作）

2000年代
- モー。たいへんでした
- ワールド☆レコーズ
- ワカチュキ
- カミングダウト
- 億万のココロ・愛しのマネー$伝説
  - 世界!超マネー研究所
- A
- 不幸の法則
- プリティガレッジ
- 遊ワク☆遊ビバ!
- ジェネジャン
- ジャパン☆ウォーカー
- パワーバンク
- ミラクル☆シェイプ
- あしたのJ
- 素顔が一番!
- 素顔がイイねっ!
- テレつく!
- 電波少年に毛が生えた 最後の聖戦
- 雲と波と少年と
- 謎を解け!まさかのミステリー
- ひらめ筋GOLD
- 中井正広のブラックバラエティ
- 金のA様×銀のA様
- 極上!腹ぺこ旅レシピ
- ツボ屋与兵衛
- ハリコミらいおん!!
- 今田ハウジング
- ドタンバ!!
- オトナの資格
- たべごろマンマ!
- 爆笑100分テレビ!平成ファミリーズ
- オジサンズ11
- 笑殿
- いつみても波瀾万丈
- 天声慎吾
- 専門チャンネル 専テレgo!go!
- ラリーKING
- おネエ★MANS
- 日本史サスペンス劇場
- 時空間☆世代バトル 昭和×平成 SHOWはHey! Say!
- ガールズ・ライク・マネー
- Perfumeの気になる子ちゃん
- Perfumeのシャンデリアハウス
- 弟子っちょピカ丸
- 寿命をのばすワザ百科
- はんにゃのこの手があったか!
- 魔女たちの22時
- どれだけ食えスト
- キスだけじゃイヤッ!（YTV制作）
- 芸恋リアル（YTV制作）
- 今夜はシャンパリーノ（ytv制作）

2010年代
- 火曜サプライズ
  - SUPER SURPRISE（前身）
    - ミリオンダイス
    - うんちく・しりすぎ
- 日テレジェニックの穴
- シアワセ結婚相談所
- 太田光の私が総理大臣になったら…秘書田中。
- 不可思議探偵団
- コレってアリですか?
- なるほど!ハイスクール
  - ガチガセ
- みんなのアメカン
- スピード査定バラエティ カラクリマネー
- ここ掘れ!ワンワン!
- スター☆ドラフト会議
- 未来シアター
- ウーマン・オン・ザ・プラネット
- マツコとマツコ
- ネプ&イモトの世界番付
- 解決!ナイナイアンサー
- 得する人損する人
- 誰だって波瀾爆笑
- 嵐にしやがれ
- 幸せ!ボンビーガール
- 有吉反省会
- 一撃解明バラエティ ひと目でわかる!!
- ひるザイル - 情報カルチャー局制作
- 超再現!ミステリー - 情報カルチャー局制作
- 赤丸!スクープ甲子園 - 情報カルチャー局制作
- 心ゆさぶれ!先輩ROCK YOU - 情報カルチャー局制作
- トリックハンター - 情報カルチャー局制作
- カウントダウン・ドキュメント 秒ヨミ!（CTV制作）

2020年代
- お笑いG7サミット
- We NiziU! TV
- バカリと大悟の人類極限クイズ
- こちら『トレンディマーケット』編集部
- イザミと東京03
- &TEAM学園
- King & Princeる。
- BiSH THE NEXT
- ゼロイチ
- ニッポン人の頭の中
- あべこべ男子の待つ部屋で
- ENHYPENのかっこいいを独占させていただきます
- 行列のできる相談所
  - 行列のできる法律相談所（前身）
- 世界頂グルメ
  - 世界未開グルメ（前身）
- 超無敵クラス

#### 深夜バラエティ
どんまい!! VARIETYSHOW&SPORTS
- どんまい!!ワイド
- ロバの耳そうじ
- ampon
- NEO NEWSY NIGHT
- みんなでがんばっていこう!!
- 小園総研（CTV制作）
- 紳助のサルでもわかるニュース（YTV制作）
- 炸裂!生テレフォン（YTV制作）
- YAMASHIRO桃源郷（YTV制作）

TVじゃん!!
- ここにシャチあり（CTV制作）
- 神様!!BOMB!（CTV制作）
- BLT（YTV制作）
- 目玉とメガネ（YTV制作。元々は関西ローカルだったが、NTVなど一部系列局でも放送）
- BREAK!（YTV制作）

ZZZ
- つよチャン堂本舗
- 爆笑大問題シリーズ（STV制作）
- フライデーナイトはお願い!モーニング（TVI制作）
- ビリビリさせて（CTV制作）
- ろみひー（CTV制作）
- マチャミの全部いただきっ（CTV制作）
- ヤミツキ（CTV制作）
- チャノマガールズ（CTV制作）
- あんたにグラッツェ!→あんグラ☆NOW（CTV制作）
- 新橋ミュージックホール（YTV制作）
- HAMASHO（YTV制作）
- 中居くん温泉H（YTV制作）
- フジリコ（YTV制作）
- 恋のチューンネップ!→ネプ中（HTV制作）
- 松本紳助（HTV制作、2003年4月から『松紳』と改題してNTVが制作）
- 所的蛇足講座（FBS制作）

夜は別バラ22:54
- ¥マネーの虎
- おすぎとピーコの金持ちA様×貧乏B様
- 所さんの日本ジツワ銀行

バリューナイト
- みのもんたの「さしのみ」
- 松紳
- クイズ発見バラエティー イッテQ!
- 落下女
- くりぃむしちゅーのたりらリラ〜ン
- 嵐の宿題くん
- 99プラス
  - ナイナイサイズ!
- カートゥンKAT-TUN
- お笑いさぁ〜ん
- ショーバト!
- ジャック10
- ギブアップ嬢
- バカなフリして聞いてみた
- 芸能★BANG!→芸能★BANG+

プラチナイト
- ピロロン学園
- ナカイの窓
- 新・日本男児と中居
- 午前0時の森
- それって!?実際どうなの課（CTV制作）
- こどもディレクター〜私にしか撮れない家族のハナシ〜（CTV制作）
- お笑い4コマパーティー ロロロロ（CTV制作）

バリューナイトフィーバー
- モバポスGREAT
- モバタレGREAT

フライデーTVラボ
- HAPPY!
- 恋愛新党

サタデーTVラボ
- カイブツ
- ハッピーミックス

第2日本テレビ
- デジタルのバカ×2

その他
- TV海賊チャンネル
- DAISUKI!
- 2×3が六輔
- 三行広告探偵社
- WIN☆
- 超アジア流
- いろもん
- サバコン
- ブラックワイドショー
- 哲にいさん→コムロ式
- メンB
- インディー上手→インディーウォーズ
- サンクチュアリ/大人の聖域
- MOBI
- バリオク!
- ささるぅ
- AKB0じ59ふん!
- AKB1じ59ふん!
- AKBINGO!
- AKB48の今夜はお泊まりッ
- SKE48のマジカル・ラジオ
- SKE48のエビフライデーナイト
- SKE48 エビショー!
- SKE48 エビカルチョ!!
- SKEBINGO!
- NMB48 げいにん!シリーズ
- STU48のセトビンゴ!
- HKTBINGO!
- HaKaTa百貨店シリーズ
- HKT48 vs NGT48 さしきた合戦
- 乃木坂46×HKT48 冠番組バトル!
- NOGIBINGO!シリーズ
- 乃木坂どこへ
- ノギザカスキッツ
  - ノギザカスキッツACT2
- 乃木坂スター誕生!
  - 乃木坂スター誕生!2
  - 新・乃木坂スター誕生!
- KEYABINGO!シリーズ
- HINABINGO!シリーズ
- ガガガガガレッジセール
- あややゴルフ
- Gの嵐!
- 鶴の間
- 未来予報2011
- トシガイ
- 音燃え!
- 億万笑者!〜S-1バトルへの道〜
- EXILE GENERATION
- スペシャルギフト
- 走魂
- ぜんぶウソ
- 潜在異色
- 汐留☆イベント部
- イメ×ドキ
- コレってアリですか?
- 二匹目のどじょう
- ハダカっち
- AKB600sec.
- 小熊のベア部屋
- 恋するダーウィン〜美人進化論〜
- 主演 さまぁ〜ず 〜設定 美容室〜
- シンガタ
- 人間分類バラエティーTHE カテゴライザー
- 読モ!
- 極脳
- スフィアクラブ
- ようこそ!東池袋ヒマワリ荘
- TOKYOヒットガール
- サタデーナイトチャイルドマシーン
- ビックリしちゃった新記録
- アイドルの穴〜日テレジェニックを探せ!〜
- 次世代アイドル発掘バラエティー 人気者になろう!
- たりないふたりシリーズ
- NexT
- てんとうむChu!の世界をムチューにさせます宣言!
- オトタビ
- ネリさまぁ〜ず
- 妻にはショナイで!
- 4コマコント 起笑転結
- なら婚
- 愛され女と独身有田〜運命を変える婚活TV〜
- 変ラボ
- アイキャラ
- さよなら、フーテン人生〜フーテン達が自分を変える720時間山ごもり〜
- NEWアベレージピープル
- NEWカップルS
- 坂上忍と○○の彼女
- 内村てらす
- 女心がわかる男、わからない男。
- キミモテロッジ〜家づくりで声優オーディション!?〜
- 犬も食わない
- アイキャラ
- ネクストブレイク
- キミモテロッジ〜家づくりで声優オーディション!?〜
- 26時"ちょい前"のマスカレイド
- 虹のかけ橋
- バトルロアイドル
- がむしゃら屋
- Who is Princess?
- NFTオークション デジセリ
- AKB48 サヨナラ毛利さん
- ネクプラ
  - 1分入魂
  - イワイ・オンライン
  - ザコシ&くっきー!のクレイジーコンサルティング!!
  - お笑いTake2
  - 映像フカボリ研究所 2度見で開眼
  - ホーンテッドナダル
- フルスイング
- & AUDITION
- この恋イタすぎました
- BE：FIRST TV
- D.U.N.K. -DANCE UNIVERSE NEVER KILLED-
- What's NCT!?
- NCT Universe: LASTART
- プロジェクトV!
- マツコ会議
- ときめき♡超音波!!
- No No Girls Night
- INITIME MUSIC
- LieLLa!のちゅーとりえら!!
- HANA-CHANnel
- 今日もaoen頑張ります!
- 超・乃木坂スター誕生! - コンテンツ戦略局総合編成センター制作
- 新・日向坂ミュージックパレード - コンテンツ戦略局総合編成センター制作
  - 日向坂ミュージックパレード（前身）
- Z STUDIO ひまつぶ荘 - コンテンツ制作局・ICT戦略本部共同制作
- SENSORS　- インターネット事業局制作
- 情報満喫バラエティ 週末にしたい10のこと! - コンテンツ事業局映画事業部制作
- 東京暇人 - 事業局映画事業部制作
- 買キング - 事業局通販事業部制作
- JMK 中島健人ラブホリ王子様 - 情報カルチャー局制作
- かってに!ブラボーAWARD - 情報カルチャー局制作
- それゆけ!ゲームパンサー! - 情報カルチャー局制作
- キューピッドは芸能人 タカトシのラブカ〜恋が生まれる運命のカード〜 - 情報カルチャー局制作
- 夜遊び三姉妹 - 情報カルチャー局制作
- 新人アナの日進月歩・アナウンサーの日進月歩 - 編成局宣伝部制作
- 新進気鋭 - 編成局編成部制作
- ウラカタ - 編成局宣伝部制作
- AKB チーム8のブンブン!エイト大放送 - 編成局総合コンテンツ部制作
- OUT OF 48 - コンテンツ戦略局総合編成センター制作
- Culture Journal - 報道局制作
- 爆笑問題のススメ（STV制作）
- デラでら!早見英語塾（CTV制作）
- フットンダ（CTV制作）
- 女優魂（CTV制作）
- ビックラコイタ箱（CTV制作）
- 採用!フリップNEWS（CTV制作）
- この人に逢わせて喜ばせたい!逢喜利（CTV制作）
- アフリカのツメ（YTV制作）
- 抱きしめたいっ!（YTV制作）
- メンタルヌード（YTV制作）□
- 芸能人口コミの店 えぇ処（YTV制作）◻︎
- マルバレ!（YTV制作）◻︎
- グッピー!!（YTV制作）◻︎
- 音リコ!（YTV制作）◻︎

※YTVでは◻︎の番組を「木曜日の丼」（通称木丼）枠で放送していた。
- 音の素（YTV制作）
- 「任意同行」願えますか?（YTV制作）
- 三宅裕司のワークパラダイス→三宅裕司のドシロウト（KRY制作）
- アッコとマチャミの新型テレビ（FBS制作）

#### 単発・特番枠のバラエティ番組 (終了分)
- 火曜デラックス

## クイズ
かつて1990年代中期にはかなり多くあった日本テレビ制作のクイズ番組も（特に1993年4月から1年間の間は日テレクイズ全盛期であり『SHOW by ショーバイ!!』『笑ってヨロシク』『マジカル』『どんなMONだい』とゴールデンタイムに日本テレビ制作のクイズ番組が4本も存在していた）『マジカル頭脳パワー!!』終了後から急激に減り始め、ついに2005年3月でゴールデンタイムから消滅したが、2007年4月から『週刊オリラジ経済白書』がスタートしたもののわずか1年で終了した。さらに、関東と一部地域ではあるが、『ロンQ!ハイランド』も、2008年9月で終了したことにより、日本テレビにおけるレギュラー放送のクイズ番組自体が一時消滅した。2010年4月からは『密室謎解きバラエティー 脱出ゲームDERO!』の開始により、再びゴールデンタイムにクイズ番組が復活した。その他にも、年に1回開催程度の特番である『全国高等学校クイズ選手権』がある。

### 現在放送中のクイズ番組
- THE突破ファイル（木曜 19:00 - 19:54）

不定期、特番
- 全国高等学校クイズ選手権（1983年 - 現在、特番）
- 宝探しアドベンチャー 謎解きバトルTORE!（2013年 - 特番）
  - 密室謎解きバラエティー 脱出ゲームDERO!（前身）
- 最強の頭脳 日本一決定戦! 頭脳王（2013年 - 特番）
- クイズ!できる?できない?（2022年7月31日 - ）
- クイズ!国民一斉調査（2022年9月15日 - ）
- クイズタイムリープ（2024年8月11日 - ）
- クイズ!あなたは小学5年生より賢いの?（2025年1月24日 - ）

### 放送を終了したクイズ番組
- この人を
- 日清世界クイズ
- おのろけ夫婦合戦
- こんばんは親子です
- ロンQ!ハイランド
- アメリカ横断ウルトラクイズ（1977年 - 1992年、1998年）
- クイズ世界はSHOW by ショーバイ!!（1988年10月 - 1994年9月）
  - 新装開店!SHOW by ショーバイ!!（1994年10月 - 1995年9月）
  - 新装開店!SHOW by ショーバイ2（1995年10月 - 1996年9月）
- マジカル頭脳パワー!!（1990年10月-1999年9月）
- どちら様も!!笑ってヨロシク（一億人の大質問!笑ってコラえて!!の前身番組）
- クイズ どんなMONだい?!
- バスクリンファミリータイム 所ジョージのモノMONOウォーズ（津村順天堂→ツムラ提供）
- クイズ!!体にいいTV
- それは秘密です
- 東芝ファミリーホール特ダネ登場!?
- 謎のカーテン!?（東芝提供）
- 三共ゼスチュアクイズ（日本テレビ開局時 - 1960年代、三共（現・第一三共）提供）
- 花王ワンダフルクイズ（1958年 - 1963年ごろ。もちろん花王石鹸提供）
- カネボウクイズ 三つの鐘（1960年代。カネボウ提供）
- 歌迷窟 (クーミータウン)
- 私のクイズ
- 明星スター十番勝負
- どんとこい、天才!
- 紅白対抗ドレミファ大作戦
- ほんものにせもの
- 多数決バンザイ!テレカルチョ25
- ハテナ?ドンぴしゃ!（1977年 - 1978年）
- クイズオンクイズ!!
- エッ!うそーホント?（1982年 - 1985年、土居まさる司会）
- クイズ笑って許して!→笑って許して!!
- 逆転クイズ スーパービンゴ（東芝提供）
- クイズ女性自身
- うそつきクイズ→クイズスクエア
- 三枝の爆笑夫婦
- 今日もワクワク
- シャープ・スターアクション
- オールスター親子で勝負!（松下電器産業提供）
- おもしろ博士クイズ（ロート製薬提供）
- おもしろクイズBOX（ロート製薬提供）
- ほんものは誰だ!（ロート製薬提供）
- 推理クイズ・私がほんもの!
- クイズ!!ラブラブジャンプ
- SHARPワールドクイズ・カンカンガク学
- おもしろ人間ウォンテッド!!
- ワールドクイズ ザ・びっくり地球人!
- クイズ発見バラエティー イッテQ!
- ハートにジャストミート
- 週刊オリラジ経済白書
- 脳天イライラクイズ
- LQ〜女をアゲる30分〜
- クイズ!!シャムロック
- 快脳!マジかるハテナ
- クイズ80
- 豪華!スター家族対抗初春ジャンボクイズ!
- 巨泉のワールドスタークイズ
- おとなの学力検定スペシャル小学校教科書クイズ!（2007年10月9日 - 2010年12月26日）
- タカトシのクイズ!サバイバル（2012年12月26日 -  2014年5月4日）
- クイズ!?正解は出さないで（2014年5月10日 - 2015年3月28日）
- 超問クイズ! 真実か?ウソか?
  - 究極の○×クイズSHOW!! 超問!真実か?ウソか?（前身）
- クイズハッカー
- いざわ・ふくらの解けば解くほど賢くなるクイズ
- 50秒サバイバルクイズ ナルハヤ
- つぶし合いクイズ!悪意の矢（2020年9月28日 - 2021年1月18日）
- クイズ!その時スーパースターは?（2020年6月29日） - スポーツ局制作
- サルヂエ（CTV制作、後期はCTVと日テレの共同制作）
- 業界クイズ ミニキテ!（CTV制作）
- スター爆笑Q&A（YTV制作）
- 科学クイズおしえて!ガリレオ（YTV制作）

- 常識シリーズ
  - 国民クイズ常識の時間（2002年10月17日 - 2003年1月30日）
  - クイズ!常識の時間!!（2003年2月6日 - 2003年9月18日）
  - ジョーシキの時間2（2003年10月16日 - 2004年3月4日）
  - 摩訶!ジョーシキの穴（2004年4月8日 - 2005年3月17日）
- スーパークイズスペシャル（1991年 - 1999年、2004年春 特番）

## 音楽

### 現在放送中の音楽番組

#### レギュラー
- バズリズム02（土曜 0:59 - 1:59）
  - バズリズム（前身）
- with MUSIC（土曜 22:00 - 22:54）

#### 不定期、特番
- 読響プレミア（毎月第3水曜深夜）
- THE MUSIC DAY（2013年 -、7月放送の特番）
- ベストヒット歌謡祭（ytv制作 11月放送の特番）
- 日テレ系音楽の祭典 ベストアーティスト（2001年- 11月放送の特番）
- 全日本歌唱力選手権 歌唱王（2013年 - 特番）
- 日テレ系音楽の祭典 Premium Music（2020年 - 3月放送の特番）
- HAPPYクリスマスおもちゃ屋MISIA（2020年12月22日 - 特番）
- 熱唱!ミリオンシンガー（2021年9月5日 - 特番）
- 解禁!音楽番組名シーンランキング THE神うた（2022年9月27日 - 9月放送の特番）
- 発表!今年イチバン聴いた歌（2022年12月28日 - 12月放送の特番）

### 放送を終了した音楽番組
- トップテンシリーズ
  - NTV紅白歌のベストテン
  - ザ・トップテン
  - 歌のトップテン
- 味の素ホイホイ・ミュージック・スクール（1960年代、味の素提供）
- 森永エンゼルショー（1960年代、森永製菓提供）
- 資生堂・サンデーヒットパレード（資生堂提供）
- コッキーポップ（ヤマハ提供）
- 金曜娯楽館（サントリー→パイオニア提供）
- ビクター歌のパレード
- 若さで行こう
- 日曜ナンバーワンショー
- みんなでスコール
- 日立ミュージックプレゼント 詩の灯
- ハリスミュージックプレゼント
- あなた出番です!
- ビートNo.1
- 世界へとび出せ ニューエレキサウンド
- ダッシュ!ダッシュ!若さで行こう!
- ジャニーズナインショー
  - ジャニーズセブンショー
- 歌う王冠
- プラチナゴールデンショー
- サマー・フォーク・フェスティバル
- 歌のグランプリショー
- 歌のチャンピオン
- 歌のフルハウス
- 勝ち抜きしりとり歌合戦
- 素敵なデイト
- スターパレード
- こまどり姉妹ショー
- NOWヒットパレード
- サンデーデラックスショー
- 三波伸介の家族そろって三つの歌
- 爆笑ヤングポップス
- こんにちわバラエティ
- ヒット'70
  - ヒット'75
  - ヒット'76〜'79
- ヒット大作戦
- ヒットスコープ
- ヒットで突っ走れ!
- ヒットQ
- シャボン玉ボンボン
- シャボン玉サタデー（牛乳石鹸提供）
- 歌まね振りまねスターに挑戦!!
- スターへばく進!!
- キンキン&ムッシュのザ・チャレンジ!!
- 全国テキに歌ァ!
- 奇想天外歌合戦
- 歌謡最前線
- 歌のワイド90分!
- 速報!歌の大辞テン
- 夜も一生けんめい。（パイオニア提供）→夜もヒッパレ一生けんめい。
  - THE夜もヒッパレ
- 夢の音楽舎
- FAN→FUN（カネボウ提供）
- SOUND ROOF→SOUND PARTY（関東ローカル）
- MUSICパフェ
- M-STAGE（深夜）
- AX MUSIC-FACTORY→AX MUSIC-TV（深夜）
- 日本テレビ音楽祭
- 日本歌謡大賞（各局持ち回り）
- 歌スタ!!
- スター誕生!
- ハイ!こちら音楽部
  - アイドル花組おとこ組
- ザ・ビートルズ日本公演（1966年7月1日に特別番組として放送）
- テレビから生まれた歌・30年!
- 人気スターチーム対抗歌合戦（住友生命提供）
- 勝抜きドンドン歌合戦（ロート製薬提供）
- ベストカップル歌合戦（住友生命提供）
- 演歌スペシャル
- 百万ドルの饗宴
- 歌うゴールデンタイム
- 新伍の演歌大全集
- 飛び出せ!うたまる（深夜）
- IDOLアイドル（深夜）
- 今夜も歌はナイト!（深夜）
- M2（深夜。ミュージック･ミュージックと読む)
- COUNT DOUN GROOVE!（深夜）
- TOKYO CLUB GANG（深夜）
- アリゾナの魔法
- ミンナのテレビ
- 歌笑HOTヒット10→ウタワラ
- 全力!Tunes
- THE M
- 誰も知らない泣ける歌
- マチャミの名曲100選 心に残るこの一曲「あの時聴いた、歌ったのはこんな歌」（2007年2月、全4回）
- 恋歌〜ラブソングス 紀香とマチャミが贈る愛と別れの名曲ベスト（2008年8月26日～9月16日、全4回）
- HAPPY Xmas SHOW（2003年-2008年、12月放送の特番、パナソニック提供）
- ザ・プラチナチケット 〜君のために歌いたい〜（2009年-、11月放送の特番）
- 音楽戦士 MUSIC FIGHTER
- 音龍門
- ハッピーMusic
- Music Lovers（KDDI提供）
- 東京エトワール音楽院
- せまソン♪
- 1番ソングSHOW
- ミュージックドラゴン
- LIVE MONSTER
- キャラオケ18番
- チカラウタ
- のどじまん ザ!ワールド
- Da-iCE music Lab
- グループサウンズヒット10
- MUSIC  BLOOD
- MUSIC VERSE
- 東野・加藤この歌が聴きたいベストテン（2018年の特番）
- アベック歌合戦（トニー谷司会、昭和40年代、日本毛織提供、YTV制作）
- 全日本歌謡選手権（YTV制作、牛乳石鹸提供）

## 料理

### 現在放送中の料理番組
- キユーピー3分クッキング （月 - 金曜 11:45 - 11:55） - [1]
  - 日本テレビ版のネット局→日本テレビ、青森放送、秋田放送、山形放送、山梨放送、北日本放送、福井放送、読売テレビ、日本海テレビ、広島テレビ、山口放送、四国放送、西日本放送、南海放送、高知放送、福岡放送、長崎国際テレビ、鹿児島読売テレビ、以上18局。

### 放送を終了した料理番組
- 東芝アラカルトクッキング・しあわせの味（東芝提供）
- おとこの台所
- 世界料理大賞
- 素敵にごはん（笛吹雅子・魚住りえともに元アナウンサーの料理番組）
- モグモグGOMBO（カゴメ一社提供、子供料理番組）
- ごちそうさま（味の素提供）
- SEIKOグルメワールド 世界食べちゃうぞ!!（服部セイコー提供）
- 味の素・世界ごちそうさま!!（味の素提供）
- 味の素ごちそうさまワールド・地球おいしいぞ!!（味の素提供）
- たべごろマンマ!（イオン提供）
- どっちの料理ショー→新どっちの料理ショー（YTV制作、関口宏・三宅裕司対決ショー）
- 嗚呼!花の料理人（YTV制作）

## ドラマ

### 現在放送中のドラマ
- 恋は闇（水曜ドラマ、水曜 22:00 - 23:00）
- 霧尾ファンクラブ（中京テレビ制作 水曜プラチナイト、木曜 0:24 - 0:54）
- 彼女がそれも愛と呼ぶなら（読売テレビ制作 木曜ドラマ、木曜 23:59 - 翌0:54）
- なんで私が神説教（土曜ドラマ、土曜 21:00 - 21:54）
- ダメマネ! -ダメなタレント、マネジメントします-（日曜ドラマ、日曜 22:30 - 23:25）

### 過去のドラマ枠

#### 月曜午後9時ドラマ枠
（1985年3月で廃止）

#### 月曜午後10時ドラマ枠
（読売テレビ制作、2004年3月で廃止）
- ベストフレンド
- オンリー・ユー〜愛されて〜
- 俺たちに気をつけろ。
- 八月のラブソング
- ナチュラル 愛のゆくえ
- ストーカー 逃げきれぬ愛
- せいぎのみかた
- 失楽園
- 心療内科医・涼子
- 冷たい月
- くれなゐ
- 凍りつく夏
- 奇跡の人
- ボーダー 犯罪心理捜査ファイル
- ロマンス
- 女医
- ピーチな関係
- シンデレラは眠らない
- 永遠の仔
- リミット もしも、わが子が…
- ヒューマン・ラブ・ストーリー 明日を抱きしめて
- 別れさせ屋
- Pure Soul〜君が僕を忘れても〜
- フレーフレー人生!
- 本家のヨメ
- ギンザの恋（このドラマは視聴率超低迷で11回の予定が7回で終了）
- 天国への階段
- 私立探偵 濱マイク
- ナイトホスピタル〜病気は眠らない〜
- メッセージ〜言葉が裏切っていく〜
- 伝説のマダム
- 14ヶ月 妻が子供に還っていく
- ライオン先生
- 乱歩R

#### 火曜午後8時ドラマ枠
（1997年3月で廃止）

#### 火曜午後9時ドラマ枠
（1981年9月で廃止）

#### 火曜午後10時ドラマ枠
火曜劇場（1973年4月 - 1981年9月）
火曜ドラマ（2007年4月 - 2009年3月）

#### 水曜午後7時30分ドラマ枠
（1989年9月で廃止）

#### 水曜午後8時ドラマ枠
（1988年3月で廃止）

#### 水曜午後9時ドラマ枠
（1988年3月で廃止）

#### 木曜午後8時ドラマ枠
（1973年3月で廃止）

#### 金曜午後8時ドラマ枠
（1995年3月で廃止）

#### 金曜午後9時ドラマ枠
（1985年9月で廃止、1970年途中からはトヨタ自動車一社提供）

#### 土ドラ10
（2025年3月で廃止）

#### 年末時代劇スペシャル
（1980年代後半から1990年代初頭まで）
- 忠臣蔵
- 白虎隊
- 田原坂
- 五稜郭
- 奇兵隊
- 勝海舟
- 源義経
- 風林火山
- 鶴姫伝奇 -興亡瀬戸内水軍-

#### 2時間ドラマ枠

##### 火曜日
- 火曜サスペンス劇場
  - 取調室シリーズ
- DRAMA COMPLEX
- 火曜ドラマゴールド

##### 水曜日
- 水曜グランドロマン

##### 木曜日
（読売テレビ制作）
- 木曜ゴールデンドラマ
- ドラマシティー'92/'93

#### その他のドラマ
- ナショナルサンデープレゼント 日曜テレビ観劇会[2]
- 轟先生
- 横丁日記
- ダイヤル110番
- まりっぺ先生
- 悦ちゃん
- 夫婦百景
- 夫婦学校
- 夫婦日記
- エプロンおばさん
- 三波春夫の三五郎街道
- 村田英雄の花と龍
- おじいちゃま!!ハイ!
- チコといっしょに
- 颱風とざくろ
- 白い牙（藤岡弘）
- 傷だらけの天使（萩原健一、水谷豊）
- 熱中時代シリーズ
  - 熱中時代・刑事編
  - 新・熱中時代宣言
- あぶない刑事シリーズ（舘ひろし、柴田恭兵）
- 恋はハイホー!
- Wパパにオマケの子?!
- 太陽の犬
- ごくせんシリーズ
- 斉藤さんシリーズ
- BOYS BE…Jr.（ジャニーズJr.）
- 熱血恋愛道（同）
- っポイ!（同）
- 怖い日曜日（同）
  - 怖い日曜日〜新章〜
  - 怖い日曜日〜2000〜
- 行け行けイケメン!（同）
- SPACE ANGEL 2001円宇宙の旅（同）
- 史上最悪のデート（同）
- ゼニゲッチュー!!（同）
- しんドラ→Shin-D（深夜枠）
- 地獄少女（深夜枠）
- ピースボート -Piece Vote-（深夜枠）
- ティーンコート（深夜枠）
- 恋文日和（深夜枠）
- 裁判長っ!おなか空きました!（深夜枠）
- オンナ♀ルール 幸せになるための50の掟（深夜枠）
- マジすか学園4（深夜枠）
- お前はまだグンマを知らない（深夜枠）
- 住住（深夜枠）
- ドルメンX（深夜枠）
- プリティが多すぎる（深夜枠）
- HiGH&LOW〜THE STORY OF S.W.O.R.D.〜（深夜枠）
  - 貴族誕生 -PRINCE OF LEGEND-（深夜枠）
- DASADA（深夜枠）
- FAKE MOTION -卓球の王将-（深夜枠）
- マネキン・ナイト・フィーバー（深夜枠）
- 寝ないの?小山内三兄弟（深夜枠）
- おしゃれの答えがわからない（深夜枠）
- 高杉さん家のおべんとう（中京テレビ制作）
- こんなところで裏切り飯
〜嵐を呼ぶ七人の役員〜（中京テレビ制作）